# Strössel

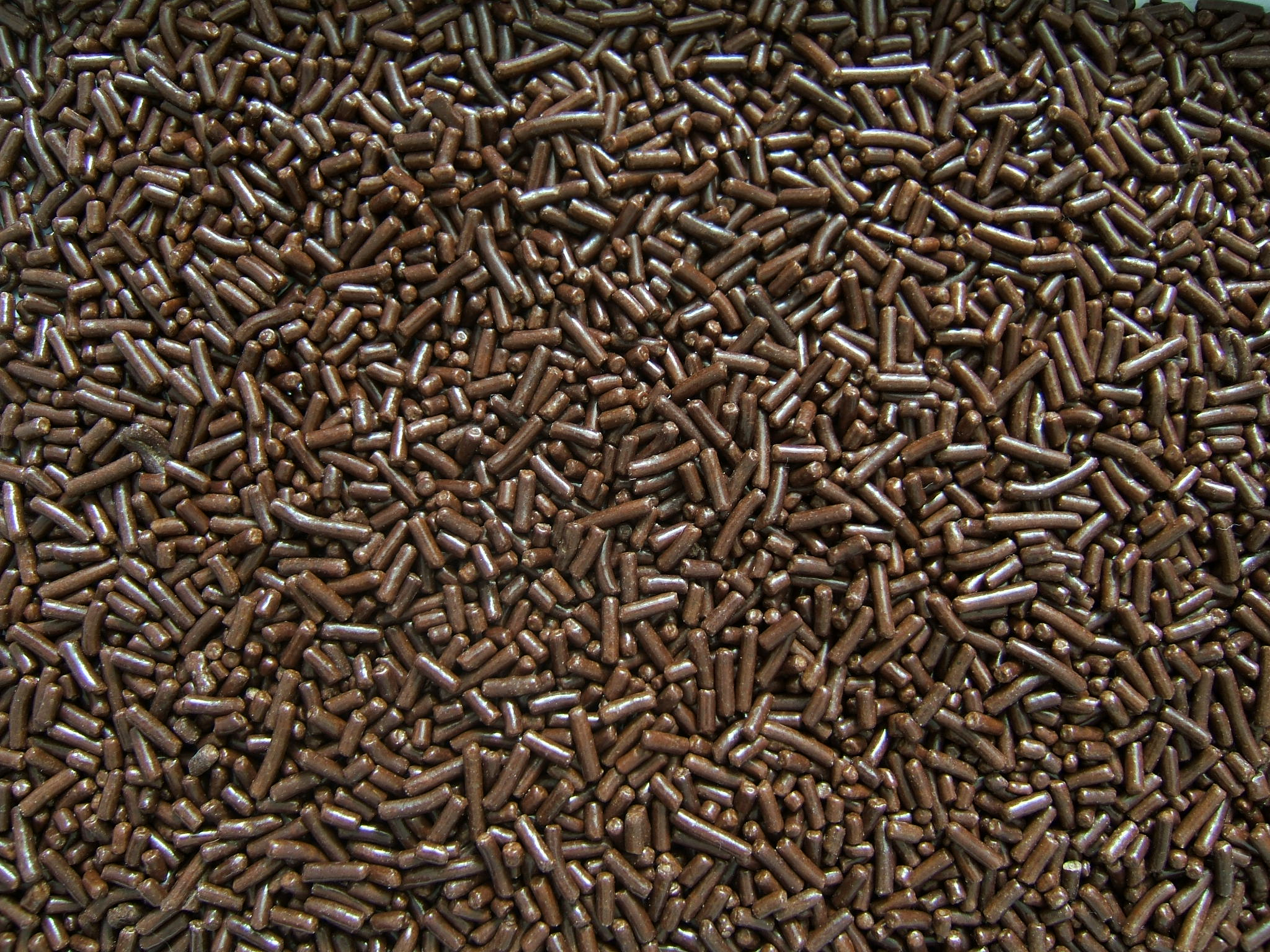
Chokladströssel

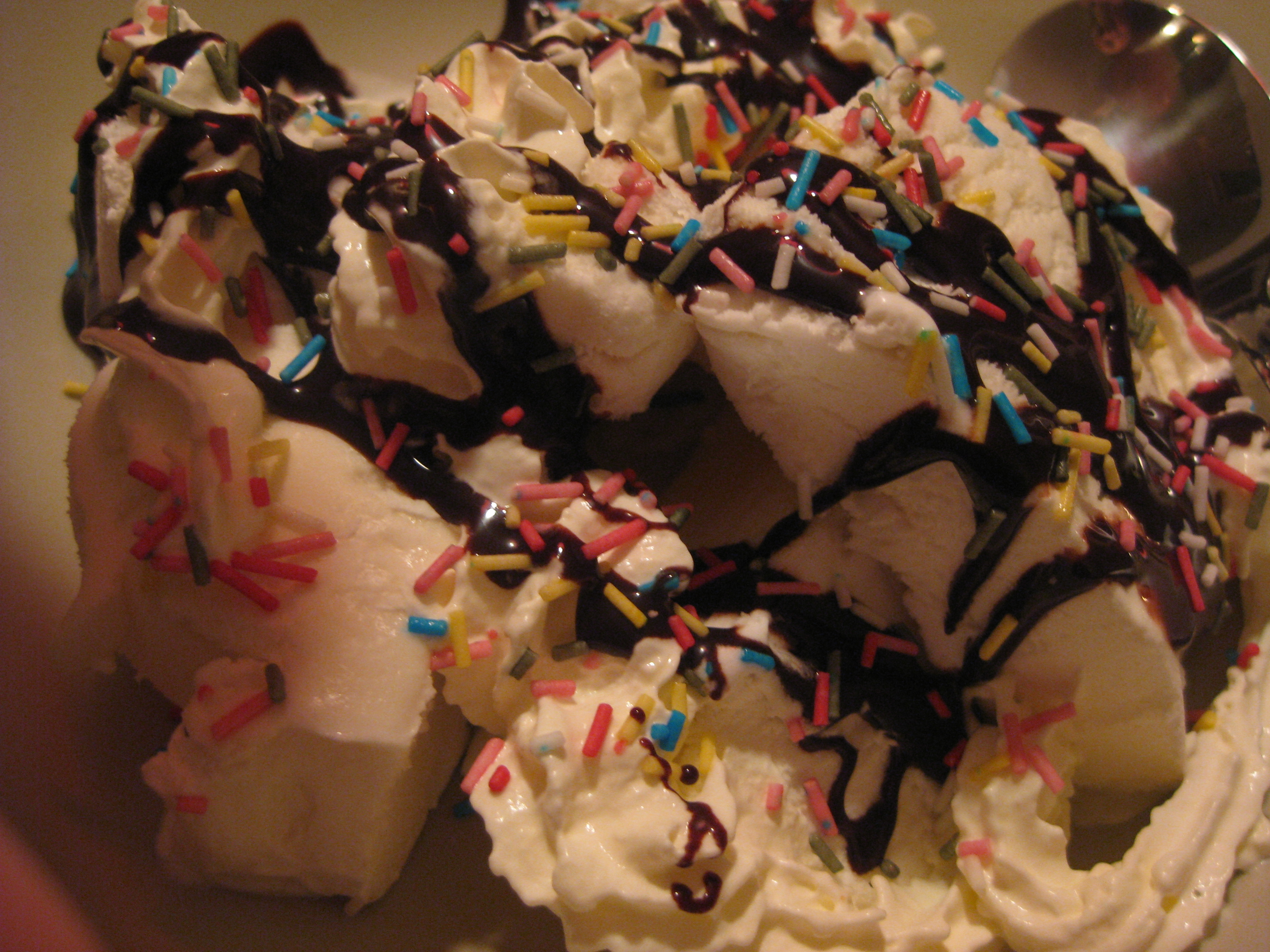
Karamellströssel, chokladsås och vispgrädde på glass.

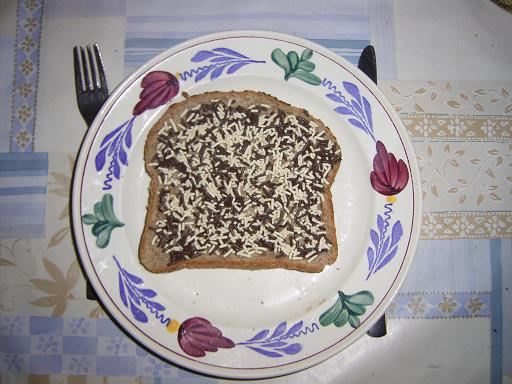
En smörgås med strössel som pålägg.

Strössel är en desserttopping gjord av främst socker, aromämnen, färgämnen och konsistensgivare. Strössel används till glass, desserter och bakverk. I Nederländerna och Belgien används strössel ("hagelslag") som pålägg på smörgåsar. Särskilt i Norden är det vanligt på mjukglass, även om det också förekommer i exempelvis Storbritannien och USA.
Strössel finns i olika färger och smaker. Några vanliga smaker är 
blandströssel, choklad och lakrits. Den enda tillverkaren av strössel i Sverige är Candeco.
Man kan göra eget strössel genom att riva (med rivjärn), klippa eller krossa choklad, småkakor, marsipan, gelégodis, karameller etcetera. Förr brukade strössel tillverkas av rostat mjöl, smör och socker. Det användes då framförallt till bakverk.